# Чемпіонат Криму з футболу
Чемпіонат Криму з футболу — футбольні змагання серед команд Кримського півострову. Проходив з 1939 року в аматорському статусі під егідою Республіканської Федерації футболу Криму.
З 1939 по 1953 змагання входило до структури Російської РФСР, а переможці могли кваліфікуватися до чемпіонату РРФСР. З 1954 по 1991 чемпіонат був частиною футбольної піраміди Української РСР та давав право кваліфікуватися до чемпіонату УРСР. З 1992 року турнір входив системи футбольних ліг України, і найкращі команди мали можливість заявитись до чемпіонату України з футболу серед аматорів.
Внаслідок російської анексії Криму з 2015 року футбольні змагання на півострові були передані під егіду Кримського футбольного союзу, який розглядається УЄФА як окремий футбольний регіон. Турнір отримав назву Прем'єр-ліга Кримського футбольного союзу та має професійний статус.

## Усі переможці
| Сезон    | Чемпіон                           | 2 місце                             | 3 місце                             |
| 1939     | «Суднобудівник» (Севастополь)     |                                     |                                     |
| 1940     | Чорноморський флот (Севастополь)  |                                     |                                     |
| 1945     | ОБО (м. Сімферополь)              |                                     |                                     |
| 1946 (в) | БОФ (м. Севастополь)              |                                     |                                     |
| 1946 (о) | ОБО (м. Сімферополь)              | «Динамо» (м. Сімферополь)           | «Будівельник Півдня» (м. Євпаторія) |
| 1947     | «Динамо» (м. Сімферополь)         | «Войковець» (м. Керч)               | ОБО (м. Сімферополь)                |
| 1948     | «Молот» (м. Євпаторія)            | «Сталь» (м. Керч)                   | ОБО (м. Сімферополь)                |
| 1949     | «Металург» (м. Керч)              | ОБО (м. Сімферополь)                |                                     |
| 1950     | «Металург» (м. Керч)              |                                     |                                     |
| 1951     | «Молот» (м. Євпаторія)            |                                     |                                     |
| 1952     | ГБО (м. Сімферополь)              |                                     |                                     |
| 1953     | «Стріла» (м. Євпаторія)           |                                     |                                     |
| 1954     | «Металург» (м. Керч)              |                                     |                                     |
| 1955     | «Молот» (м. Євпаторія)            |                                     |                                     |
| 1956     | «Металург» (м. Керч)              |                                     |                                     |
| 1957     | «Буревісник» (м. Сімферополь)     | «Металург» (м. Керч)                | ГБО (м. Сімферополь)                |
| 1958     | ГБО (м. Сімферополь)              |                                     |                                     |
| 1959     | «Спартак» (м. Сімферополь)        | ГБО (м. Сімферополь)                |                                     |
| 1960     | «Металург» (м. Керч)              | «Динамо» (м. Севастополь)           | ГБО (м. Сімферополь)                |
| 1961     | «Авангард» (м. Керч)              | «Металург» (м. Керч)                | «Харчовик» (м. Сімферополь)         |
| 1962     | «Металург» (м. Керч)              |                                     |                                     |
| 1963     | «Авангард» (м. Севастополь)       |                                     |                                     |
| 1964     | «Металіст» (м. Севастополь)       |                                     |                                     |
| 1965     | «Авангард» (м. Керч)              | «СКФ-клуб» (м. Севастополь)         | «Металіст» (м. Севастополь)         |
| 1966     | «Металіст» (м. Севастополь)       | «Авангард» (м. Керч)                | «Молот» (м. Євпаторія)              |
| 1967     | «Молот» (м. Євпаторія)            | «Коктебель» (смт Щебетовка)         | «Металіст» (м. Севастополь)         |
| 1968     | «Авангард» (м. Сімферополь)       | «Молот» (м. Євпаторія)              | «Авангард» (м. Феодосія)            |
| 1969     | «Коктебель» (смт Щебетовка)       | «Металіст» (м. Севастополь)         | «Авангард» (м. Сімферополь)         |
| 1970     | «Коктебель» (смт Щебетовка)       | «Авангард» (м. Сімферополь)         | СК КЧФ (м. Севастополь)             |
| 1971     | «Авангард» (м. Сімферополь)       | «Коктебель» (смт Щебетовка)         | СК КЧФ (м. Севастополь)             |
| 1972     | «Авангард» (м. Сімферополь)       | «Телезавод» (м. Сімферополь)        | «Металург» (м. Керч)                |
| 1973     | «Авангард» (м. Сімферополь)       |                                     |                                     |
| 1974     | «Авангард» (м. Сімферополь)       |                                     |                                     |
| 1975     | «Титан» (м. Армянськ)             |                                     |                                     |
| 1976     | «Титан» (м. Армянськ)             |                                     |                                     |
| 1977     | «Титан» (м. Армянськ)             |                                     |                                     |
| 1978     | «Титан» (м. Армянськ)             |                                     |                                     |
| 1979     | «Титан» (м. Армянськ)             |                                     |                                     |
| 1980     | «Титан» (м. Армянськ)             |                                     |                                     |
| 1981     | «Титан» (м. Армянськ)             | «Метеор» (м. Сімферополь)           | «Чорноморець» (м. Ялта)             |
| 1982     | «Металіст» (м. Севастополь)       | «Чорноморець» (м. Ялта)             | «Чайка» (м. Севастополь)            |
| 1983     | «Авангард» (м. Джанкой)           | «Чайка» (м. Севастополь)            | СК КЧФ (м. Севастополь)             |
| 1984     | «Титан» (м. Армянськ)             | «Портовик» (м. Керч)                | СК КЧФ (м. Севастополь)             |
| 1985     | «Титан» (м. Армянськ)             | «Авангард» (м. Джанкой)             | СК КЧФ (м. Севастополь)             |
| 1986     | «Титан» (м. Армянськ)             | СКЧФ (м. Севастополь)               | «Авангард» (м. Джанкой)             |
| 1987     | «Авангард» (м. Джанкой)           | «Титан» (м. Армянськ)               | «Море» (смт Приморський)            |
| 1988     | «Титан» (м. Армянськ)             | «Чайка-2» (м. Севастополь)          | «Будівельник» (м. Ялта)             |
| 1989     | «Фрунзенець» (с. Фрунзе)          | «Чайка-2» (м. Севастополь)          | «Метеор» (м. Сімферополь)           |
| 1990     | «Титан» (м. Армянськ)             | «Сиваш» (с. Ішунь)                  | «Інтурист» (м. Ялта)                |
| 1991     | «Синтез» (м. Армянськ)            | ФК «Ялта» (м. Ялта)                 | «Колос» (с. Віліне)                 |
| 1992 (в) | «Сурож» (м. Судак)                | «Фрунзенець» (м. Саки)              | «Інтурист» (м. Ялта)                |
| 1992/93  | «Синтез» (м. Армянськ)            | «Чайка» (с. Охотникове)             | «Колос» (с. Віліне)                 |
| 1993/94  | «Фрунзенець-2» (м. Саки)          | «Буревісник» (м. Сімферополь)       | «Синтез» (м. Армянськ)              |
| 1994/95  | «Чорноморець» (м. Севастополь)    | «Металург» (м. Керч)                | «Чайка-2» (м. Севастополь)          |
| 1995/96  | «Портовик» (м. Керч)              | «Чорноморець» (м. Севастополь)      | «Авангард» (м. Джанкой)             |
| 1996/97  | «Сурож» (м. Судак)                | «Чорноморець» (м. Севастополь)      | ФК «Ялта» (м. Ялта)                 |
| 1997/98  | «СВХ-Даніка» (м. Сімферополь)     | ФК «Ялта» (м. Ялта)                 | «Гірник Балаклава» (м. Севастополь) |
| 1998/99  | «СВХ-Даніка» (м. Сімферополь)     | ФК «Ялта» (м. Ялта)                 | «Океан-ДЮКФП» (м. Керч)             |
| 1999/00  | «СВХ-Даніка» (м. Сімферополь)     | «Орбіта» (смт Красногвардійське)    | ФК «Ялта» (м. Ялта)                 |
| 2000/01  | «Даніка-СЕЛМА» (м. Сімферополь)   | ФК «Саки» (м. Саки)                 | «Кримтеплиця» (смт Молодіжне)       |
| 2001     | «Лідер» (м. Саки)                 | «Даніка-СЕЛМА» (м. Сімферополь)     | «Віліне-ТНУ» (с. Віліне)            |
| 2002     | «Кримтеплиця» (смт Молодіжне)     | «Даніка-СЕЛМА» (м. Сімферополь)     | «Таврія-ТНУ» (м. Сімферополь)       |
| 2003     | «Таврія-ТНУ» (м. Сімферополь)     | «Даніка-СЕЛМА» (м. Сімферополь)     | «Лідер-спорт» (м. Саки)             |
| 2004     | «Хімік» (м.Красноперекопськ)      | «Елім» (м. Сімферополь)             | «Фенікс-Іллічовець» (с. Калініне)   |
| 2005     | «Фенікс-Іллічовець» (с. Калініне) | «Тавріка» (с. Куйбишеве)            | ФК «Керч» (м. Керч)                 |
| 2006     | «Євпаторія-2500» (м. Євпаторія)   | ФК «Керч» (м. Керч)                 | «Фенікс-Іллічовець-2» (с. Калініне) |
| 2007     | «Спартак» (смт Молодіжне)         | «Чорноморнафтогаз» (м. Сімферополь) | «Кафа» (м. Феодосія)                |
| 2008     | «Спартак» (смт Молодіжне)         | «Чорноморнафтогаз» (м. Сімферополь) | «КАМО» (м. Севастополь)             |
| 2009     | «Спартак» (смт Молодіжне)         | «Форос» (смт Форос)                 | «Хімік» (м. Красноперекопськ)       |
| 2010     | «Хімік» (м. Красноперекопськ)     | «Гвардієць» (смт Гвардійське)       | ФК «Саки» (м. Саки)                 |
| 2011     | «Гвардієць» (смт Гвардійське)     | «Камелот» (с. Ліснівка)             | «Агрокапітал» (с. Суворовське)      |
| 2012     | «Гвардієць» (смт Гвардійське)     | «Хімік» (м. Красноперекопськ)       | «Форос» (м. Ялта)                   |
| 2013     | «Гвардієць» (смт. Гвардійське)    | «ЮІС-Сервіс» (м. Сімферополь)       | «Регіон» (смт Красногвардійське)    |
| 2014     | «Гвардієць» (смт. Гвардійське)    | «ЮІС-Сервіс» (м. Сімферополь)       | «Кентавр» (с. Кольцове)             |